# Nichiren Shōshū
Nichiren Shōshū (日蓮正宗) es una escuela de budismo Nichiren basada en las enseñanzas del monje japonés Nichiren del siglo XIII (1222–1282). Nichiren Shōshū reivindica a Nichiren como su fundador a través de su discípulo Nikkō (1246–1333), el fundador del Templo Principal de la escuela, Taisekiji. Tiene seguidores por todo el mundo, con las mayores concentraciones en Japón e Indonesia, y muchos en Taiwán, Corea del Sur, Sri Lanka, Singapur, Malasia, Tailandia, Hong Kong, Filipinas, Europa y América del Norte, Central y del Sur.

## Generalidades

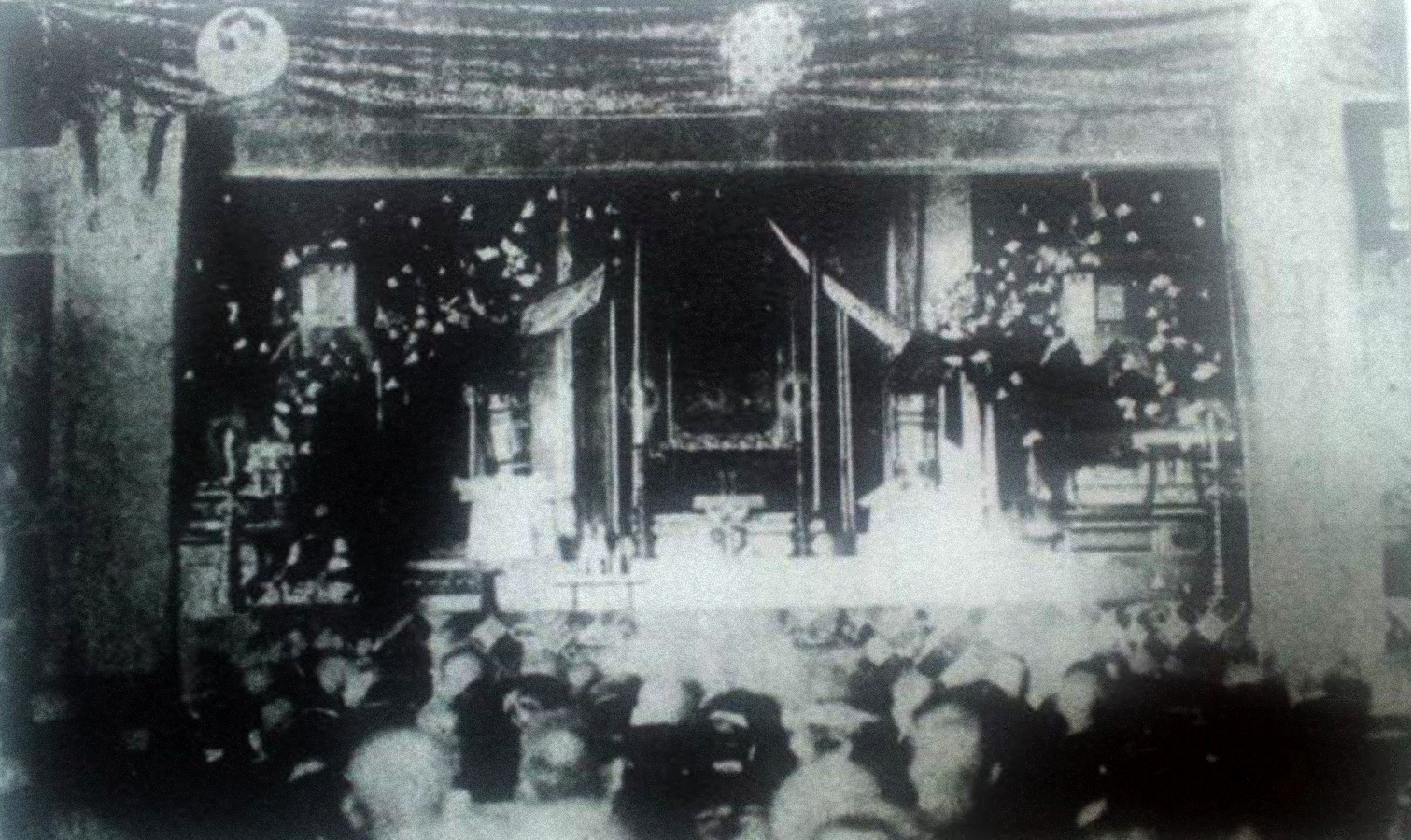
Taisekiji Kaidan no Dai Gohonzon

Nichiren Shōshū es una escuela de budismo Mahayana cuyo Templo Principal, Taisekiji, está situado a los pies del monte Fuji en Japón. Cuenta con numerosos miembros en todo el mundo. El nombre de la escuela Nichiren Shōshū significa "Escuela Nichiren Ortodoxa". En ocasiones también se la denomina "Escuela Fuji", debido al emplazamiento de Taisekiji.
Creyentes de Nichiren Shōshū provenientes de todos los continentes visitan Taisekiji con regularidad. Acuden a invocar Daimoku al Dai-Gohonzon, que Nichiren Daishonin describió como "la esencia de mi budeidad inscrita con tinta sumi (tinta china)". En contraposición a otras prácticas del budismo Hinayana, Nichiren Daishonin expuso que el camino para la consecución de la iluminación es el Sutra del Loto y la invocación de Nam-Myoho-Rengue-Kyo. Con anterioridad a las enseñanzas del Daishonin en el Japón medieval, solo se podía lograr la iluminación a través del estudio y las prácticas esotéricas.
Nichiren Shōshū tiene más de 700 templos locales y delegaciones en Japón. Además, existen 22 templos fuera del país: seis en los Estados Unidos, nueve en Taiwán, dos en Indonesia, y asimismo hay templos en Brasil, Francia, Ghana, Singapur y España. También cuenta con 10 centros de propagación: dos en Corea del Sur y otros en Argentina, Brasil, Canadá, Hong Kong, Malasia, Panamá, Filipinas y Taiwán.
Nichiren Shōshū reivindica el linaje directo de sus sucesivos Sumos Sacerdotes del sacerdote Nikkō, de quien creen fue elegido por Nichiren para proseguir con la propagación de su práctica budista en el Último Período de la Ley. Esta transmisión directa de la Ley está expuesta en el documento de Nichiren Daishonin "Los ciento diez artículos ".
En la actualidad, a la cabeza de Nichiren Shōshū está el sexagésimo octavo Sumo Sacerdote Nichinyo Shonin (1935–). Los sacerdotes de Nichiren Shōshū se distinguen de la mayoría de las otras escuelas por vestir hábitos en blanco y gris, además de una sobrepelliz blanca, ya que creen que igual hacía Nichiren. El color de sus hábitos simboliza a la flor de loto que crece pura enraizada en aguas cenagosas. Desde la era Meiji, a los sacerdotes de Nichiren Shōshū, como otros de muchas otras escuelas budistas japonesas, se les ha permitido casarse.
Los creyentes se organizan en congregaciones en torno a los templos conocidas como Hokkekō. Muchos asisten a ceremonias en los templos o en domicilios particulares cuando no hay un templo cercano. Por lo general, las ceremonias las ofician los sacerdotes, aunque también laicos cuando no hay sacerdotes disponibles. Cuando se reúnen, los creyentes frecuentemente estudian las enseñanzas de Nichiren Shōshū, en particular los diversos escritos de Nichiren Daishonin, denominados Gosho.

## Doctrinas y práctica
Gran parte de las enseñanzas de Nichiren Shōshū están fundadas en el pensamiento de la escuela Tendai (天台, Cn: Tiantai; Kr: Cheontae), en donde fundamenta en buena medida su perspectiva del universo y su base lógica para la crítica de las escuelas budistas que no reconocen al Sutra del Loto como la enseñanza suprema del budismo, tal como declaró el Buda Shakyamuni. Por ejemplo, la doctrina de Nichiren Shōshū suscribe la clasificación Tendai de los sutras budistas en cinco períodos y ocho categorías (五時八教: goji-hakkyō), su teoría de la interdependencia mutua de 3000 condiciones en un solo instante de vida (一念三千: ichinen sanzen), y su idea de las tres verdades (三諦: Santai).